# گروسهایده
گروسهایده (به آلمانی: Großheide) یک شهر در آلمان است که در آوریش واقع شده‌است. گروسهایده ۸٬۷۲۵ نفر جمعیت دارد.